# Peter Czernich
 (janvier 2009).
Peter Czernich, né le 20 septembre 1953, est un photographe et éditeur allemand, spécialisé dans le Fashion Fetish. Il est l'éditeur de 
Marquis Magazine, après avoir longtemps coédité la revue britannique en:Skin Two. Toutes deux spécialisées dans le fétichisme abordé sous l'angle « fashion ».

## Biographie
(septembre 2015).
- 20 septembre 1953: Naissance dans le nord de l'Allemagne. 

- 1975-79: Études en Communication Visuelle à Wuppertal. 

- 1982-84: Designer dans une agence publicitaire à New York. 

- 1985: Création de sa propre agence de design. 

- 1986: Première collaboration avec la scène fetish londonienne Ectomorph (Skin Two).

- 1987-89: Publications de 7 numéros du "Skin Two" Allemagne. Le magazine est un succès. 

- 1989-94: Le magazine est publié en deux langues, allemand et anglais. 23 numéros sont publiés, les ventes atteignent 50 000 exemplaires. 

- 1989 et 1990: Les 2 BALL BIZARRE successives furent les plus grands événements fetish. En Allemagne, il n'y avait aucune réelle scène fetish et à Londres les soirée étaient relativement petites. The BALL BIZARRE opened the flood gates... 

- 1994: Naissance du magazine MARQUIS. Un des plus grands magazines fetish et le seul à être traduit en 4 langues (allemand, anglais, français et russe).

- 1997: Naissance de deux nouveaux magazines : TERMINATRIX, un magazine basé sur les comics et le "fetish bizar", puis HEAVYRUBBER créé pour et dédié aux "fetish extrem". 

- 1996: Publication de son premier ouvrage : BIZARRE BEAUTY. 

- 2000: L' "ART BIZARRE festival " est à ce jour la plus grande célébration du glamour fetish. Plus de 3 000 visiteurs sont venus voir des show fetish fashion et des expositions d'art fetish. 

- 2004: Première exposition en solo à l'Erotic Art Museum de Hambourg. 

- 2004: Publication de son second ouvrage : MEGADOLLS (Edition Reuss).